# Ivan Jensen
Tage Ivan Linde Jensen (født 10. november 1922 i København, død 26. januar 2009 i Trørød) var en dansk fodboldspiller. 
Jensen spillede i KFUM København (-1945), AB (1945-1949) Bologna (1949-1956) i italienske Serie A. 
Han debuterede på det danske landshold som 23-årig 1945 i en udekamp mod Norge. Han nåede 25 A-landskampe og to mål og var anfører i en kamp, nemlig hans 25. og sidste landskamp i Idrætsparken mod Sverige 1949. Jensen var med på Bronzeholdet ved OL i London 1948.
Efter sin tid i professionel fodbold blev han cand.mag. fra Københavns Universitet i 1968 og var i mange år gymnasielærer ved Lyngby Statsskole med speciale i Roms historie.